# Ernst Reckeweg
Ernst Heinrich Dietrich Reckeweg (* 18. April 1873 in Ovenstädt, Deutsches Kaiserreich; † 5. September 1944 in Haddon Heights) war ein US-amerikanischer Kunstturner.

## Karriere
Reckeweg wurde 1873 in Ovenstädt geboren. 1890 verließ er das Deutsche Kaiserreich und immigrierte in die Vereinigten Staaten. Im Jahr 1904 nahm er an den Olympischen Spielen in St. Louis teil. Hier wurde er im Mannschaftsmehrkampf Olympiasieger. Im Einzelmehrkampf erreichte er Rang 47. Gleichzeitig nahm er folglich auch am Dreikampf sowie dem Turnerischen Dreikampf teil.
Beruflich war er als Klavierstimmer tätig.